# Подорож 2: Таємничий острів
«Подорож 2: Таємничий острів» (англ. Journey 2: The Mysterious Island) — американський пригодницький бойовик режисера Бреда Пейтона, сиквел фільму «Подорож до центру Землі», що вийшов у прокат 19 січня 2012 року в Австралії та 9 лютого 2012 року в Україні.

## Сюжет
Дідусь передає хлопцю Шону таємниче послання, у якому стверджує, що Таємничий острів, про який писали Жуль Верн, Джонатан Свіфт та Роберт Луїс Стівенсон, дійсно існує. Шон разом з вітчимом вирушають на пошуки острова, на якому перебуває дідусь, по дорозі вони зустрічають дівчину, у яку закохується Шон.

## В ролях
- Двейн Джонсон — Хенк Парсонс
- Джош Гатчерсон — Шон Андерсон
- Ванесса Гадженс — Кайлані
- Майкл Кейн — Александр Андерсон
- Луїс Гузман — Габато
- Крістін Девіс — Елізабет (Ліз) Андерсон
- Бренскомб Річмонд — екскурсовод

## Скасоване продовження
У серпні 2014 Кері Гейс та Чад Гейс заявили, що готують сценарій для третього фільму. Режисером мав знов виступити Бред Пейтон, а Двейн Джонсон — повернутися до виконування головної ролі. Пізніше було повідомлено, що в планах одразу два сиквели. Чотири роки потому у січні Джонсон заявив, що розробку третьої частини, якій дали назву «Подорож із Землі на Місяць», було скасовано через втрату зацікавленості у проєкті та проблеми з адаптацією оригінального роману.